# NGC 7385
NGC 7385 في الفهرس العام الجديد، هي مجرة، تقع في كوكبة الفرس الأعظم. اكتشفت في 1784 بواسطة ويليام هيرشل.

## روابط خارجية
- NGC 7385 على موقع ويكي سكاي: DSS2, SDSS, GALEX, IRAS, Hydrogen α, X-Ray, Astrophoto, Sky Map, Articles and images